# Kohlern

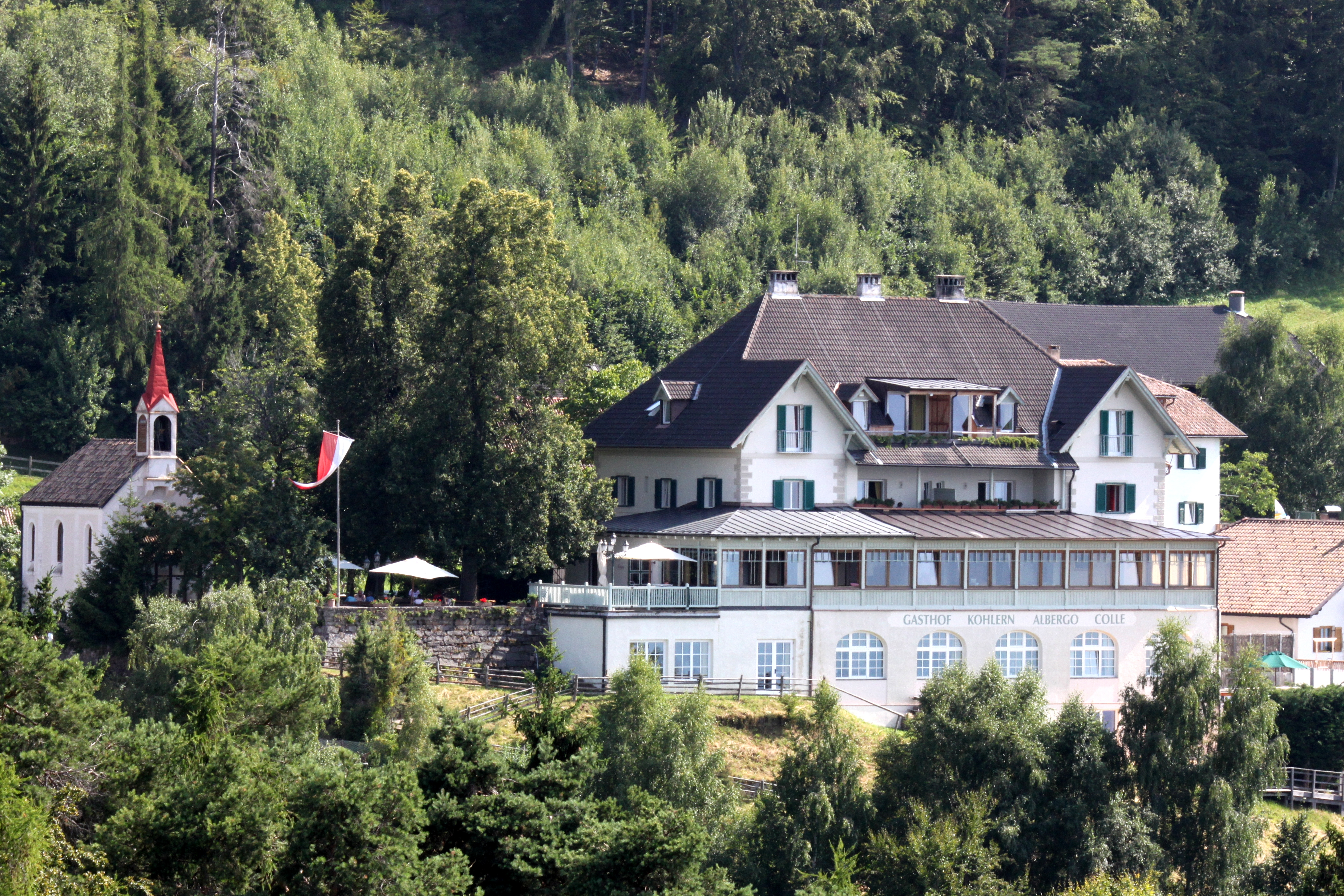
Die Altmann-Kapelle von 1879 und der Gasthof Kohlern oberhalb von Bozen

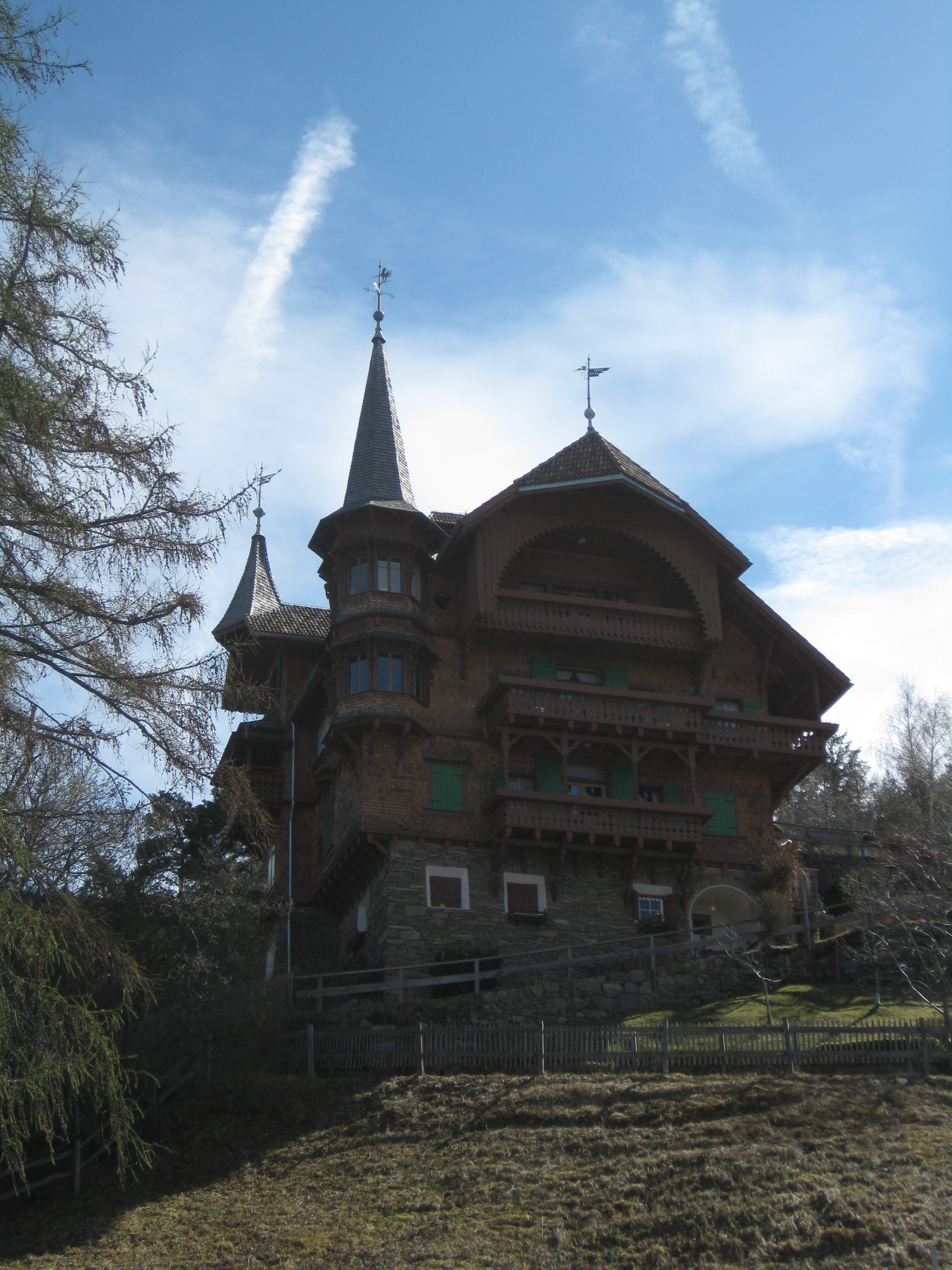
Villa Bittner in Bauernkohlern

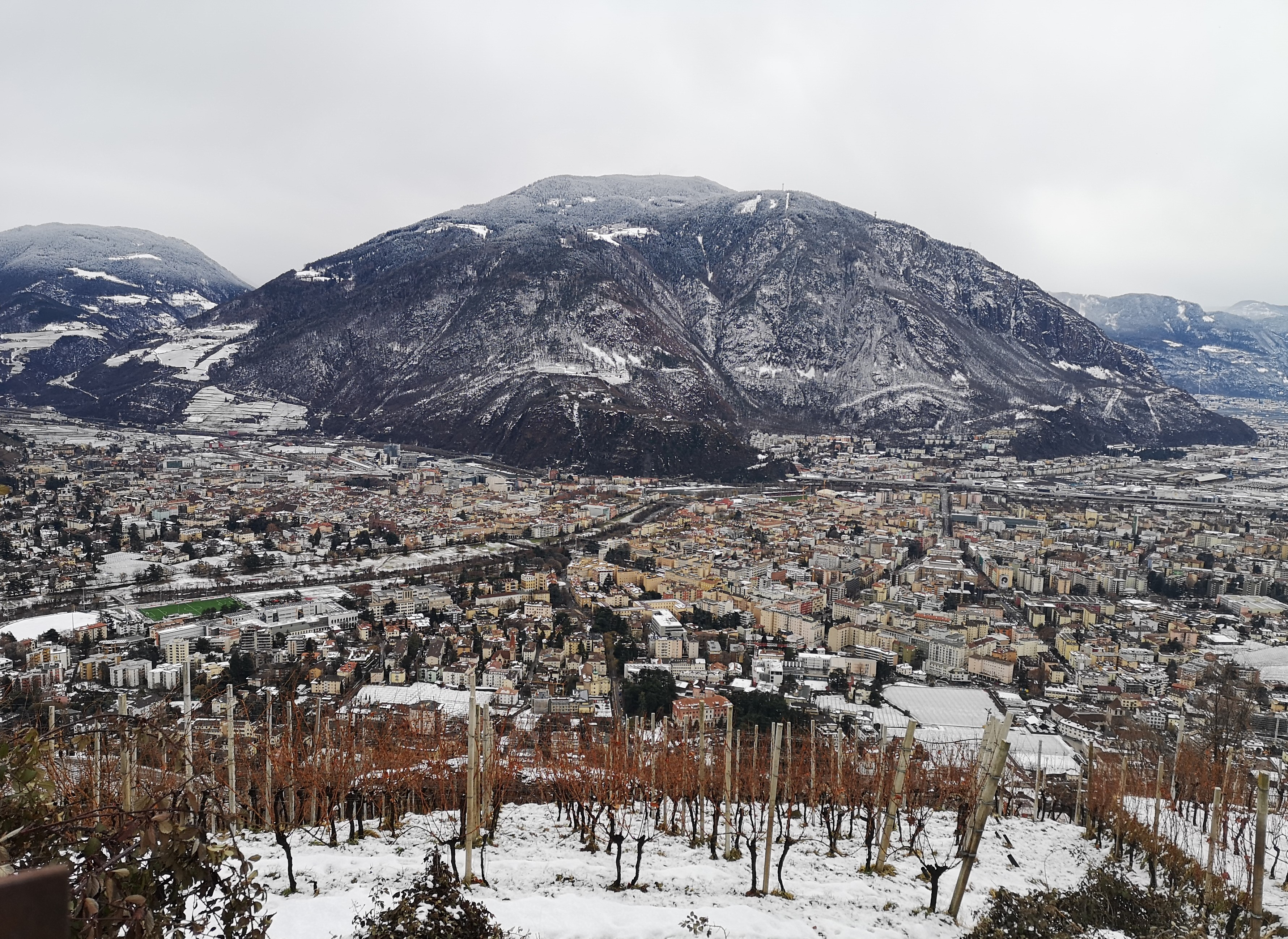
Der Kohlerer Berg von den Höhen des Guntschnabergs aus

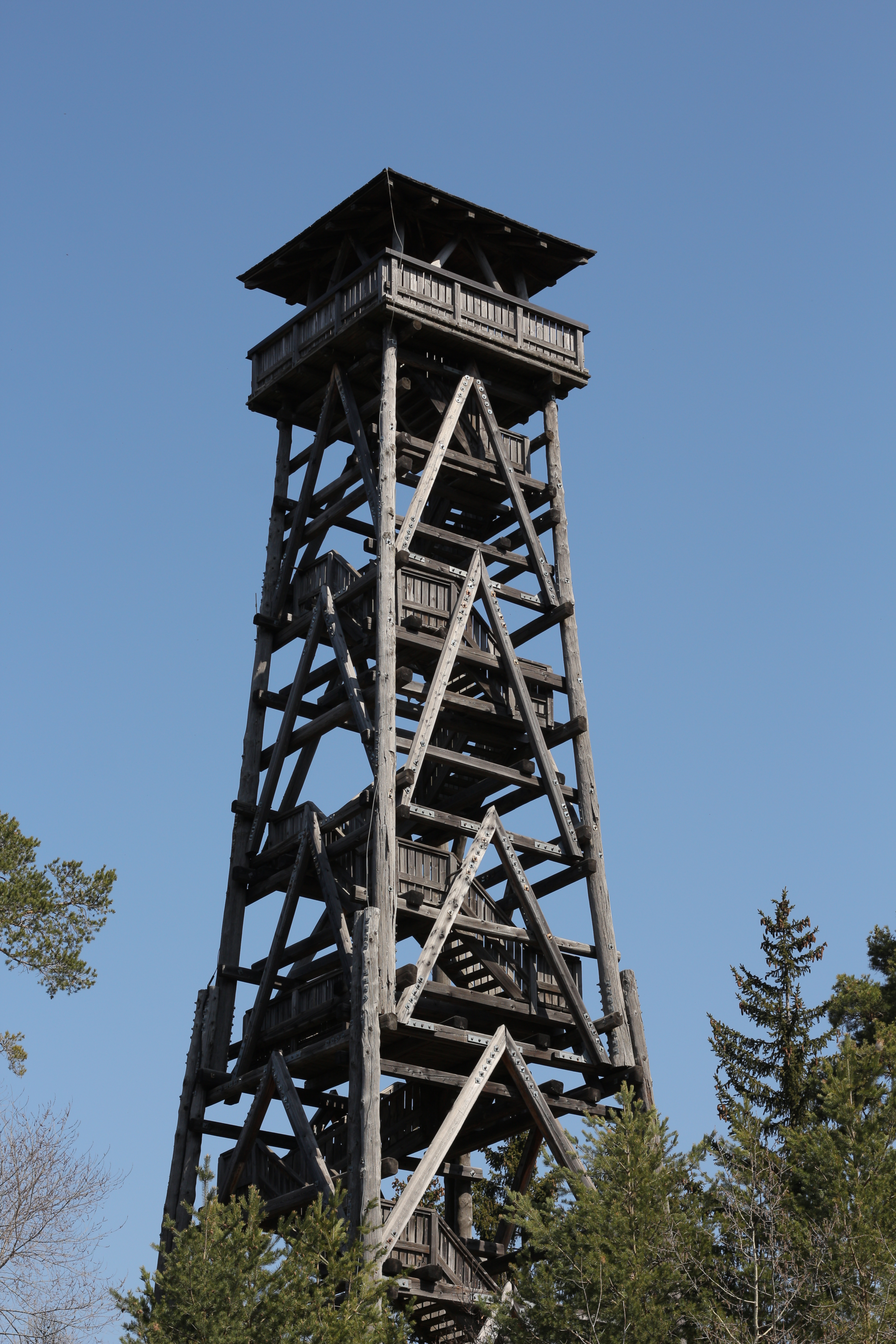
Aussichtsturm

Kohlern (italienisch Colle) ist die höchstgelegene Siedlung der Stadtgemeinde Bozen in Südtirol und besteht aus den beiden Ortsteilen Bauernkohlern (⊙) und Herrenkohlern (⊙). Historisch gehörte Kohlern zur Malgrei Kampenn der Gemeinde Zwölfmalgreien, heute ist es dem Bozner Stadtviertel Zentrum-Bozner Boden-Rentsch zugeordnet. Auf dem Kohlerer Berg, also den nordwestlichen Ausläufern des Regglbergs zwischen 1100 und 1200 m s.l.m. gelegen, war die Örtlichkeit – mit Oberbozen am Ritten – im Fin de Siècle die klassische Sommerfrische der Bozner Patrizierfamilien und ist heute ein beliebtes Ausflugsziel. Die hinter Kohlern ansteigenden Hänge erreichen am Titschen auf 1616 m s.l.m. ihren höchsten Punkt.

## Name und Geschichte
Der Ortsname bezeichnet ursprünglich eine Köhlersiedlung, da hier – dank des Waldreichtums der Gegend – in vormoderner Zeit Holzkohle für die Bedürfnisse der Bozner städtischen Ökonomie gewonnen wurde. Der Name ist urkundlich bereits 1270 mit Conradus de Culle nachgewiesen. 1486 ist ein  Stoffl Koler zum Koler auff Monae, 1566 ein Kholer zum Kholer auf Manä bezeugt. (Herren-)Kohlern fungierte, neben dem bedeutenderen Ritten, seit dem 17. Jahrhundert als Ort der Sommerfrische für das Bozner Patriziat.

## Sehenswürdigkeiten
In Bauernkohlern wurde 1879 vom Bozner Stadtbaumeister Sebastian Altmann eine einfache, der Schmerzensreichen Gottesmutter dedizierte Kapelle errichtet, die 1880 geweiht wurde. Hier befinden sich auch mit dem Gasthof Klaus und dem Berghotel Kohlern Gastbetriebe. Bauhistorisch bemerkenswert ist die Villa Bittner (auch Villa Degischer), die im frühen 19. Jahrhundert von Johann Bittner in historisierenden Stilformen in Bauernkohlern errichtet wurde. Der Uhlhof wird als städtische Schulungseinrichtung genutzt. Auch eine Waldorf-Schule ist hier untergebracht. Ein 36 Meter hoher Aussichtsturm aus Lärchenholz bietet einen Tiefblick auf den Bozner Talkessel und eröffnet Fernsichten auf weite Teile Südtirols.
In Herrenkohlern wurde 1744 von Josef Franz Kager die Kapelle „Maria Himmelfahrt“ gestiftet, deren schlichter Bau mit gerade abschließendem tonnengewölbten Chor, einem Dachreiter und Viereckfenstern ein einfaches Kirchenschiff mit Flachdecke aufweist.

## Erreichbarkeit
Die zuvor nur über beschwerliche Fußsteige erreichbare Siedlung am Kohlerer Berg ist seit 1908 über die Kohlerer Seilbahn an Kampill und somit das Bozner Stadtgebiet angeschlossen. In den 1970er Jahren wurde auch eine von Kraftfahrzeugen benutzbare Straße errichtet, die über den Grafenhof und Bad St. Isidor nach Bauern- und nach Herrenkohlern führt.

## Schneiderwiesen
Die Schneiderwiesen oberhalb von Bauernkohlern in der Örtlichkeit Schneidern sind ein häufig aufgesuchtes Wanderziel. Die Hochalm mit Gasthof verfügte von 1966 bis 1974 über einen Skilift.

## Titschen

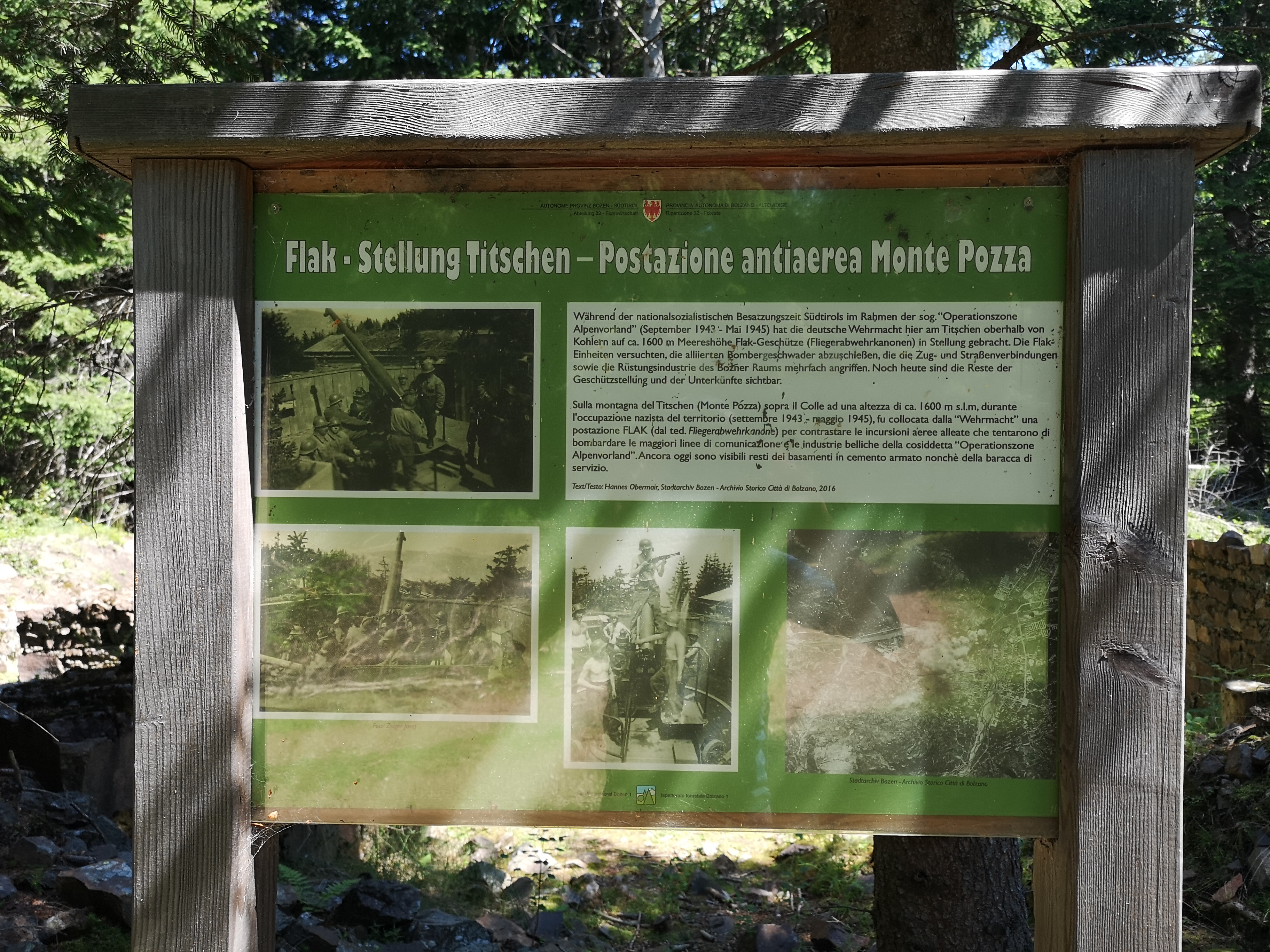
Schautafel an der ehemaligen Flakstellung am Titschen

Der Titschen (auch Stadlegg) ist mit 1616 m der höchste Punkt des Kohlerer Bergs und überhaupt der Stadtgemeinde Bozen; sein Waldgebiet mit dem Aussichtspunkt der Titschenwarte, der Rotwand und dem Toten Moos führt in die Höhen des Deutschnofner Regglbergs hinüber. Hier bestand in den Jahren 1943–1945, im Kontext der Operationszone Alpenvorland, eine Flakstellung der deutschen Wehrmacht, deren Überreste 2016 gesichert und mit einer Schautafel versehen wurden.